# Museo de la Trinidad

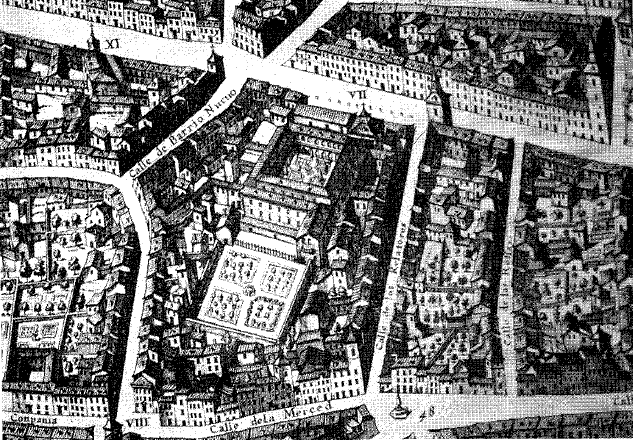
El convento de la Trinidad Calzada en el plano de Teixeira de 1656.

El desaparecido Museo Nacional de Pintura y Escultura, llamado habitualmente Museo de la Trinidad por haber tenido su sede en el antiguo convento madrileño de la Trinidad Calzada, fue un Museo Nacional español creado a raíz de la Desamortización eclesiástica de Mendizábal (1835-1837) con obras de conventos y monasterios suprimidos en Madrid y otras provincias de la zona centro. Su existencia abarcó de 1837 a 1872, año en que fue disuelto y sus fondos adscritos al Museo del Prado.

## Historia
Tras las disposiciones desamortizadoras decretadas por Mendizábal, y ante la preocupación por los bienes artísticos de los institutos religiosos suprimidos y convertidos en Bienes Nacionales, se constituyó, mediante una Real Orden de 13 de enero de 1836, una junta que se encargara de los mismos. En la iniciativa tuvo un importante papel la Real Academia de Bellas Artes de San Fernando, que contó con el apoyo de la reina gobernadora María Cristina de Borbón. La propia Academia recibió el encargo de enviar diferentes comisiones de incautación. Posteriormente, el 31 de diciembre de 1837, otra Real Orden dispuso que con las obras incautadas se constituyese un Museo Nacional. El proyecto original consistía en crear un museo que ofreciera una visión panorámica de la pintura española, pero no llegó a realizarse y finalmente sólo se incorporaron algunas obras procedentes de las provincias de Ávila, Burgos, Madrid, Segovia, Toledo y Valladolid. En su mayoría eran cuadros de altar de gran formato, aunque también había lienzos pequeños de tipo devocional y algunas tallas.
El número de piezas acopiadas era importante, en su mayoría además lienzos de altar de gran formato, y encontrar un edificio adecuado no fue fácil. Se pensó en un primer momento en San Francisco el Grande, pero prevaleció el proyecto de dedicarlo a Panteón de Hombres Ilustres. El elegido finalmente fue el convento de la Trinidad Calzada, fundado por Felipe II, ubicado al inicio de la calle de Atocha, con la entrada a la iglesia por la de Relatores. La Academia había llegado a proponer como alternativa a él el convento de la Natividad y San José, conocido como convento de las Monjas Baronesas por su fundadora, Beatriz de Silveyra, baronesa de Castel Florido. Este convento estaba situado en la calle de Alcalá, prácticamente enfrente del convento del Carmen Descalzo (convento de San Hermenegildo), hoy iglesia de San José, y se adujo que se trataba de un edificio de mayor categoría arquitectónica, que se encontraba en una mejor ubicación y que además estaba en riesgo de ser demolido, pero la petición no se atendió (el convento finalmente fue derribado en 1836 y el solar se convirtió en jardín del Palacio del marqués de Casa Riera). Para adecuarlo a su nueva función se dividió en dos pisos la nave de la iglesia y se cubrieron las arquerías del claustro. El Museo fue inaugurado en 1838. Como homenaje a María Cristina se eligió como fecha el 24 de julio, día de su onomástica, aunque finalmente la reina regente no llegó a pisar nunca en el Museo. La inauguración además se hizo en condiciones precarias. José Madrazo, entonces director del Museo Real (Prado), que estuvo presente, comentó que las pinturas estaban sin forrar ni restaurar por no haber habido "ni tiempo ni dinero". De hecho la muestra temporal con la que se inauguró sólo permaneció abierta nueve días, no reabriendo el Museo sus puertas hasta casi cuatro años después, el 2 de mayo de 1842, ya bajo la regencia de Espartero.
El Museo, que podía visitarse dos días a la semana, pronto recibió muchas críticas por el estado de conservación de las obras, por la falta de rigor en su presentación y por la escasa adecuación del espacio a sus usos. La situación se agravó más si cabe cuando en 1849 Bravo Murillo decidió la instalación en el mismo edificio del Ministerio de Fomento, ya que la mayor parte de las obras pasó a estar dentro de las salas ocupadas por el Ministerio, pudiendo acceder el público a ellas sólo fuera del horario de oficina, quedando además muchos cuadros amontonados en un manifiesto estado de abandono.
Tras la Revolución de 1868 se consideró la fusión con el Prado, una vez que éste dejó de ser Museo Real para pasar a ser igualmente Museo Nacional, algo que ya planteó apenas un mes después de La Gloriosa el pintor Vicente Poleró en un folleto titulado Breves observaciones sobre la utilidad y conveniencia de reunir en uno solo los dos Museos de Pinturas de Madrid y sobre el verdadero estado de conservación de los cuadros que constituyen el Museo del Prado. Aunque en realidad Poleró apuntaba más alto, ya que propugnaba crear el Gran Museo Nacional, sumando además las pinturas de la Academia de San Fernando, las del Palacio Real y los demás Reales Sitios y también las de algunas iglesias. Finalmente un Decreto del Gobierno de la regencia de 25 de noviembre de 1870 y otro de 22 de marzo de 1872 extinguieron el Museo, siendo sus fondos adscritos al Prado, que asumió igualmente la designación como Museo Nacional de Pintura y Escultura que hasta ese momento había tenido el de la Trinidad.

## Colecciones

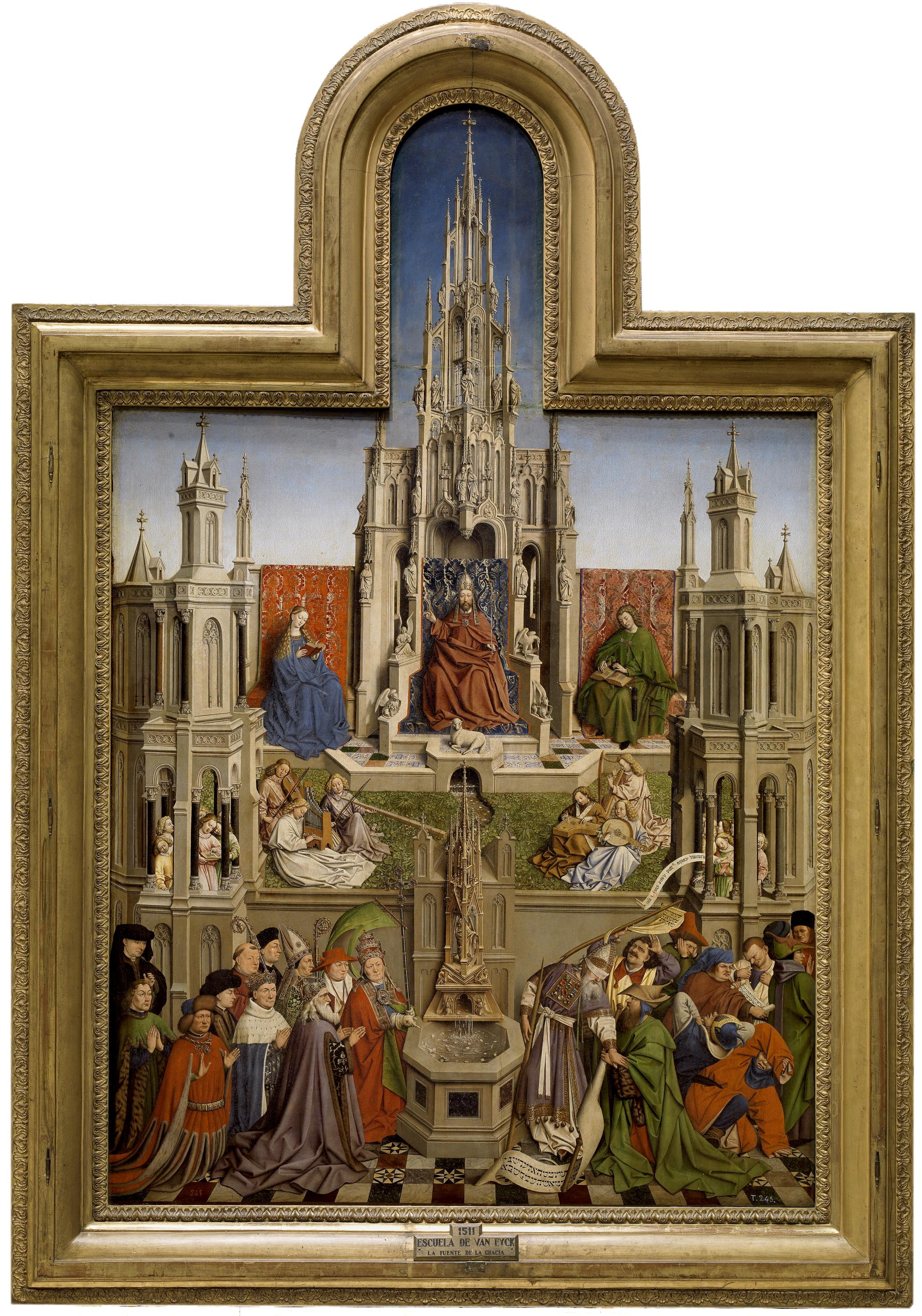
La Fuente de la Gracia, del entorno de Jan van Eyck, 1440-1445, procedente del Monasterio de El Parral, Segovia. Tenida entonces por original del maestro, estaba considerada la obra más valiosa de la colección.

Al conjunto inicial de pinturas y esculturas se sumaron en 1838 las obras de la colección del infante don Sebastián Gabriel, que le había sido incautada en 1835 en represalia por haberse adherido a la causa carlista. Estas piezas, ciento setenta y cinco, aportaron variedad en autores y sobre todo en temática al Museo de la Trinidad, ya que las del fondo original, dada su procedencia, eran en su práctica totalidad de asunto religioso. Permanecieron en el Museo hasta el año 1861, en que fueron devueltas al infante, no llegando a incorporarse al Prado, salvo unas pocas, ya años más tarde, que ingresaron mediante adquisición, como San Bernardo y la Virgen, de Alonso Cano, que engrosó las colecciones de la pinacoteca en 1968, Bodegón de caza, hortalizas y frutas, de Sánchez Cotán, que hizo lo propio en 1991, o El sueño de San José, de Herrera el Mozo, donado en 2015 por Plácido Arango, que lo había adquirido tras ser puesto a la venta por el Museo Chrysler.
Un tercer grupo dentro la colección fue el constituido por las adquisiciones, que comenzaron a realizarse en 1856. Muchas de ellas eran obras contemporáneas compradas por el Estado en las Exposiciones Nacionales de Bellas Artes, iniciadas ese mismo año. Asimismo se incorporaron también algunas obras de maestros antiguos, como Luis de Morales, El Greco (una Anunciación de su etapa italiana), Alessandro Allori y Goya, del que se adquirió un importante conjunto de retratos. Aunque desiguales, fueron un importante refuerzo, mostrando además en algunos casos un criterio muy avanzado para la época, pues El Greco por ejemplo, del que el Museo llegó a poseer quince obras, no era un pintor demasiado valorado por entonces.
Aparte de las colecciones de pintura y escultura poseyó también algunos dibujos, entre los que destaca un lote de 186 de Goya adquirido en 1866.
En 1854 se realizó un inventario, en el que figuraban mil setecientos treinta y tres cuadros, aunque no pasaba de ser una lista muy sucinta. Por ello más adelante se encargó al crítico e historiador Gregorio Cruzada Villaamil, que había sido nombrado subdirector del Museo en 1862, que procediera a revisarlo y realizara una catalogación más precisa. Su Catálogo provisional, historial y razonado del Museo Nacional de Pinturas, publicado en 1865, cuando ya había cesado en el cargo, resulta meritorio para la época, si bien no abarca toda la colección, sino sólo aquella parte que consideró de mayor valor, un total de seiscientas tres obras. De la penosa situación del Museo da idea que el propio inventario de 1854 da por «inservibles» o «casi destruidas» un buen número de pinturas. En total se dan por perdidas seiscientas cincuenta y siete, entre las que al menos no había ninguna obra maestra. De ellas doscientas sesenta y dos corresponden a las dadas por inservibles o casi destruidas, de otras ciento dos consta documentalmente su destrucción en diversas circunstancias, como incendios y acciones bélicas, mientras que ciento dieciocho de las cedidas en depósito permanecen sin identificar. Cuando se realizó el inventario general de pinturas del Prado, publicado en 1991, se advirtió además de tales pérdidas el lamentable estado de conservación en el que se hallaban muchas otras obras procedentes de la Trinidad.

### Galería

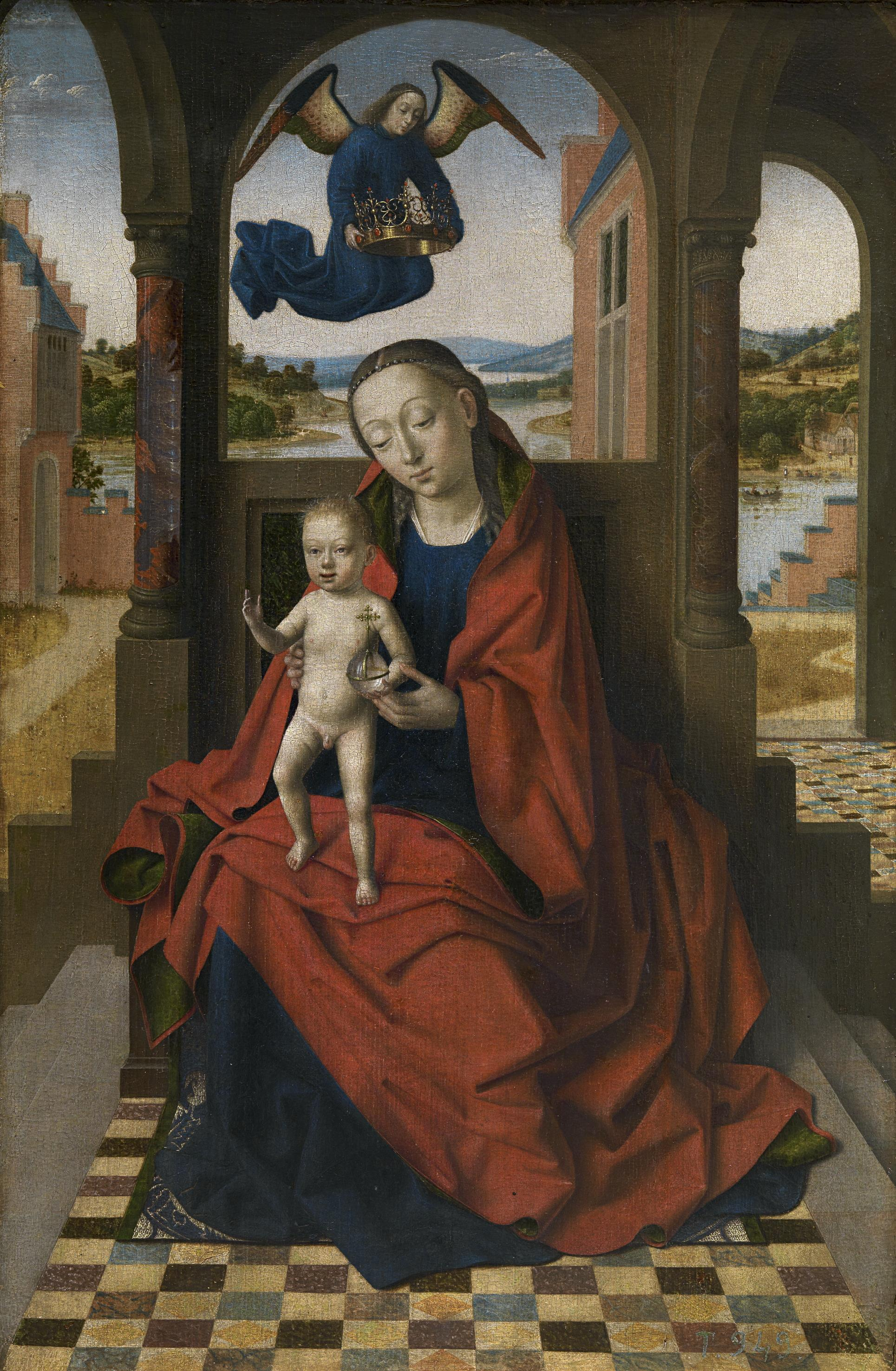
La Virgen con el Niño, Petrus Christus, Monasterio de Nuestra Señora del Risco, Amavida, Ávila.
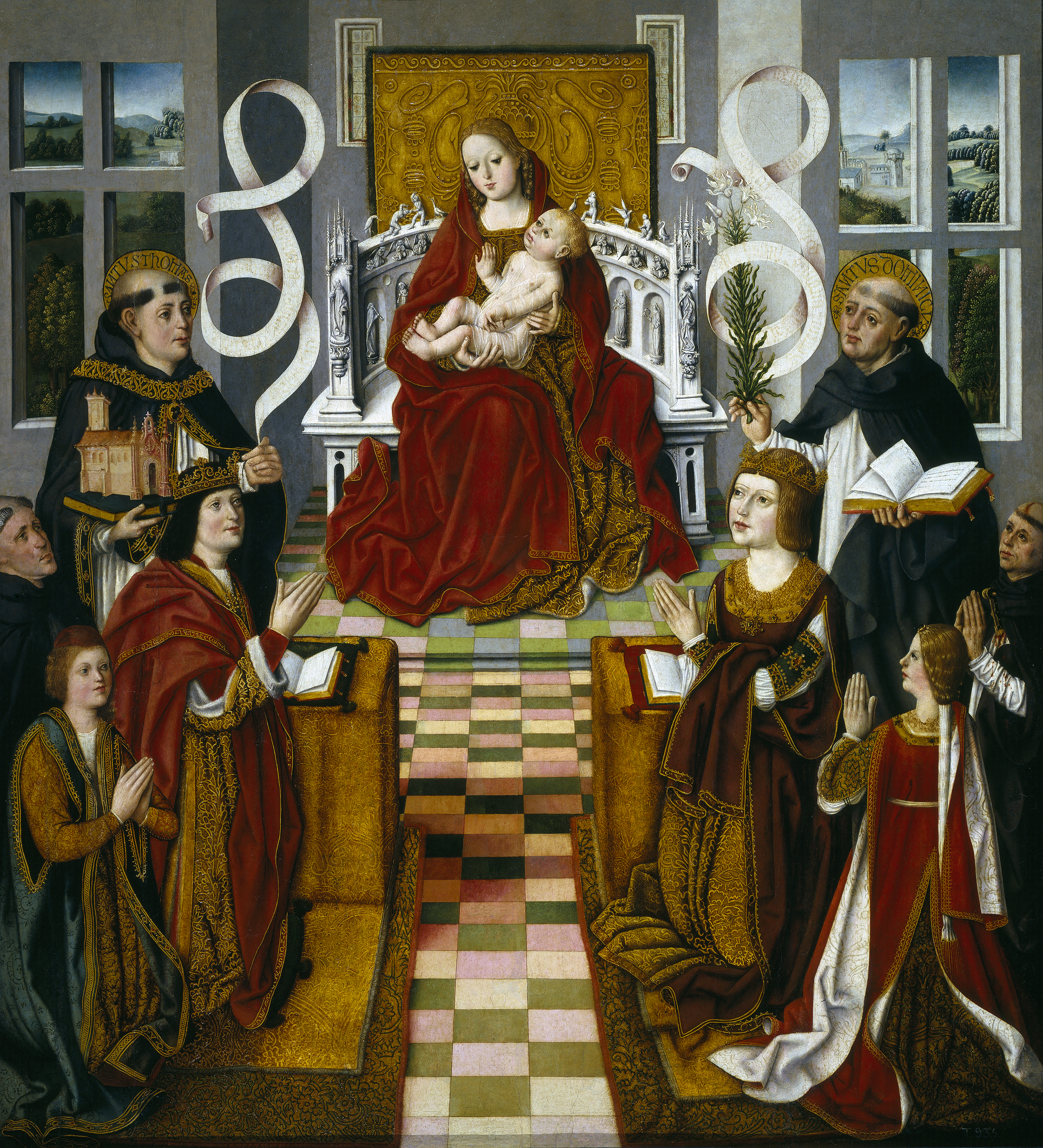
La Virgen de los Reyes Católicos, Maestro de la Virgen de los Reyes Católicos (anónimo hispano flamenco), Real Monasterio de Santo Tomás de Ávila.
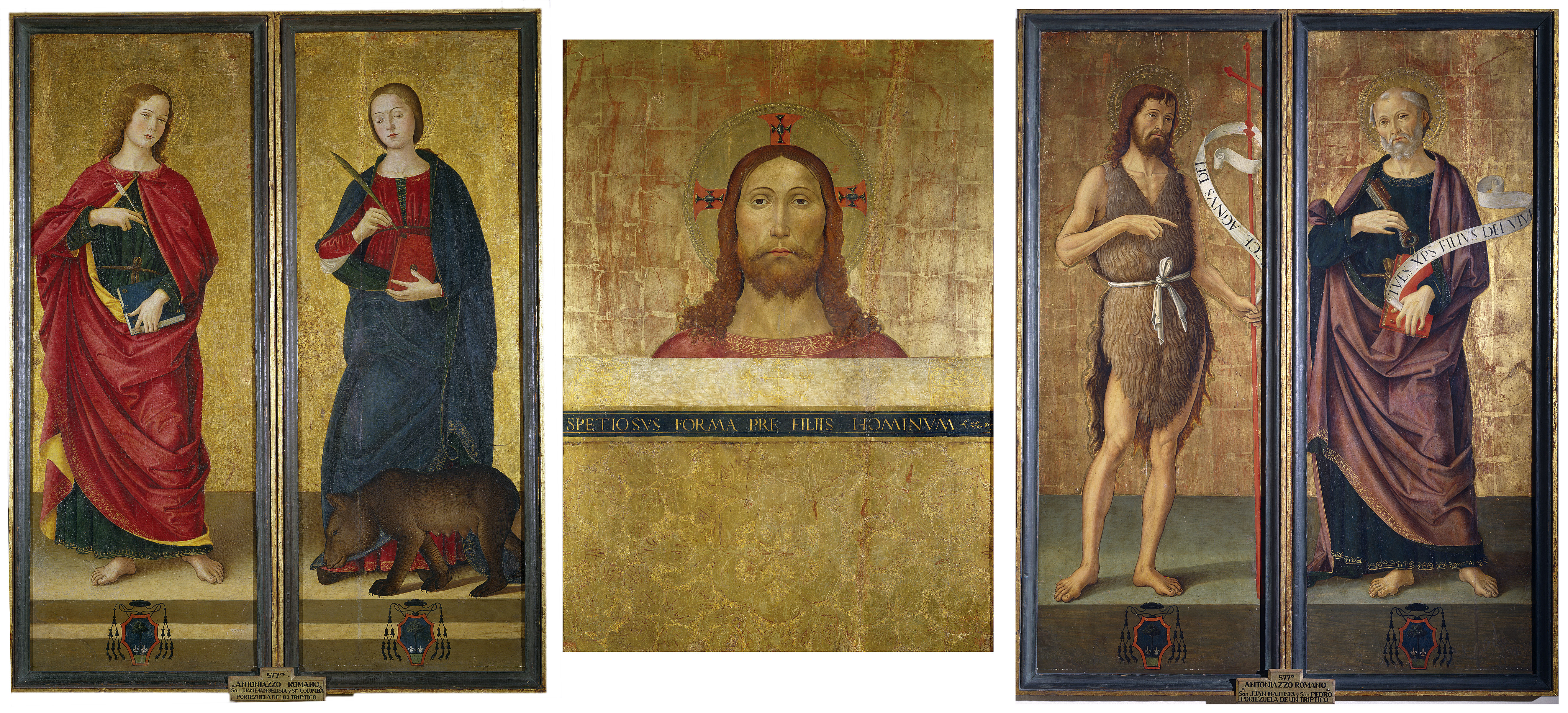
Tríptico: Busto de Cristo, San Juan Bautista y San Pedro. Cerrado: San Juan Evangelista y Santa Columba (Antoniazzo Romano).
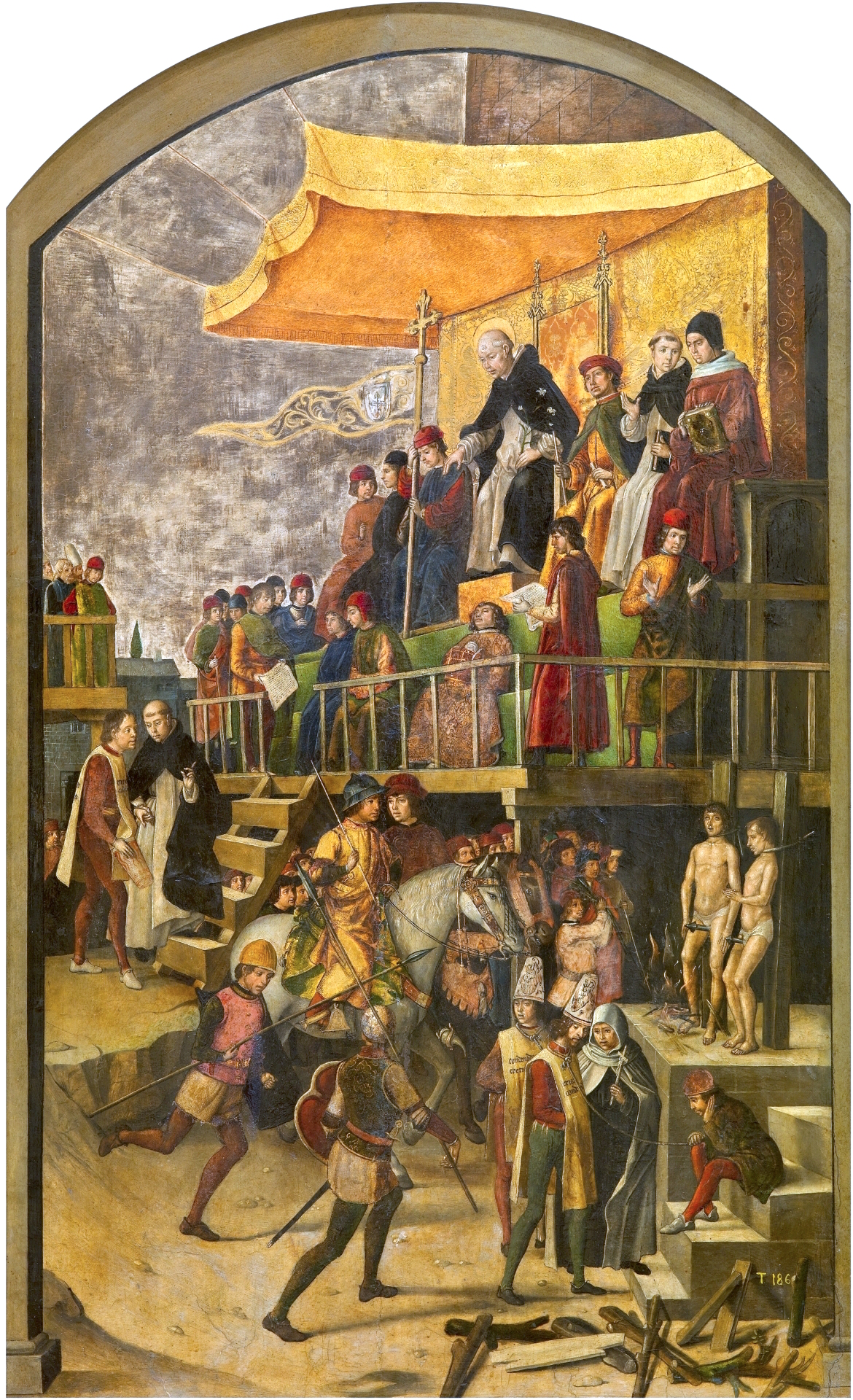
Auto de Fe presidido por Santo Domingo de Guzmán, tabla pintada por Pedro Berruguete para el Real Monasterio de Santo Tomás de Ávila y adquirida para el Museo en 1867.
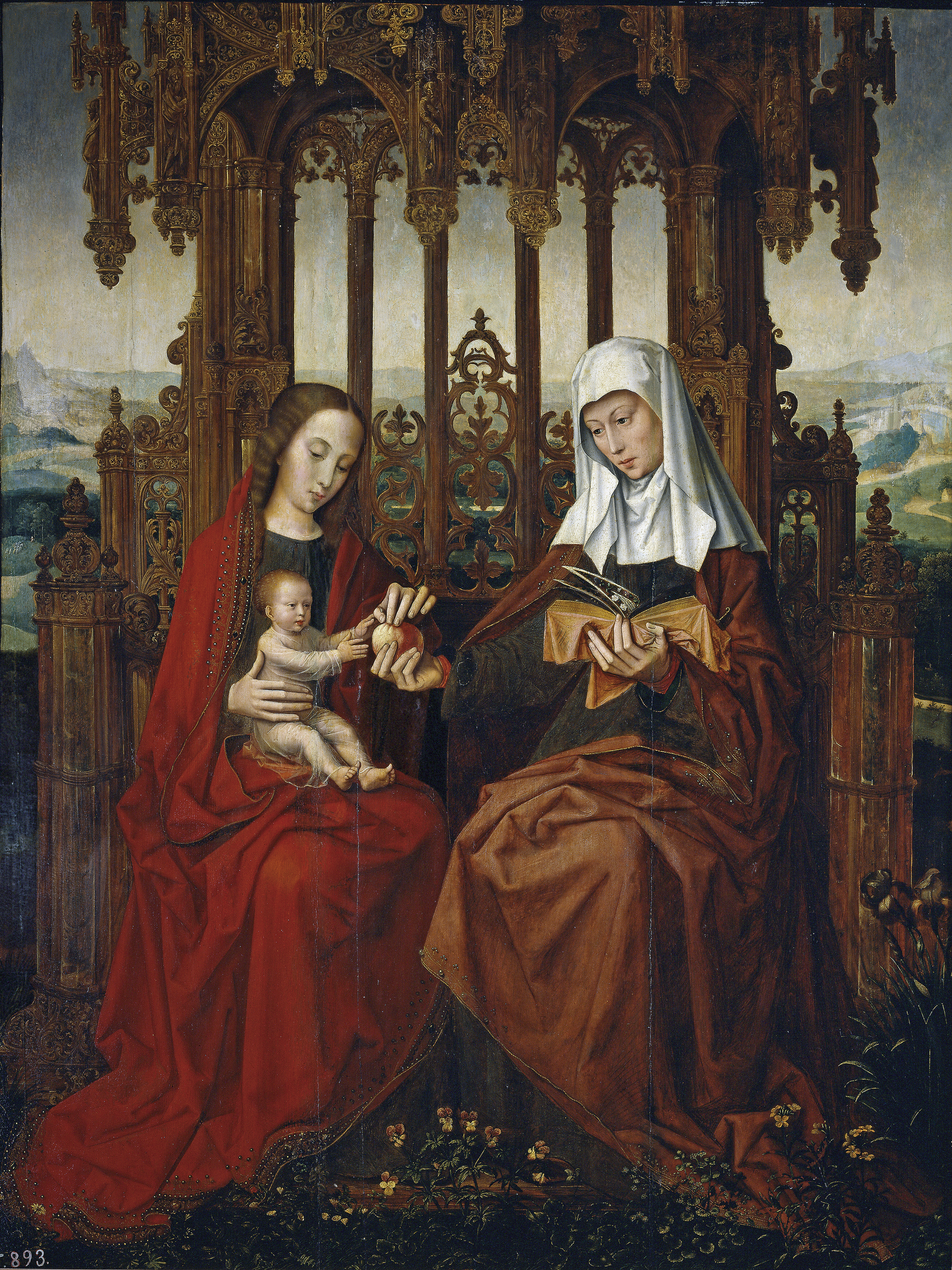
Santa Ana, el Niño Jesús y la Virgen, c. 1528, de Ambrosius Benson (convento de Santa Cruz la Real, Segovia).
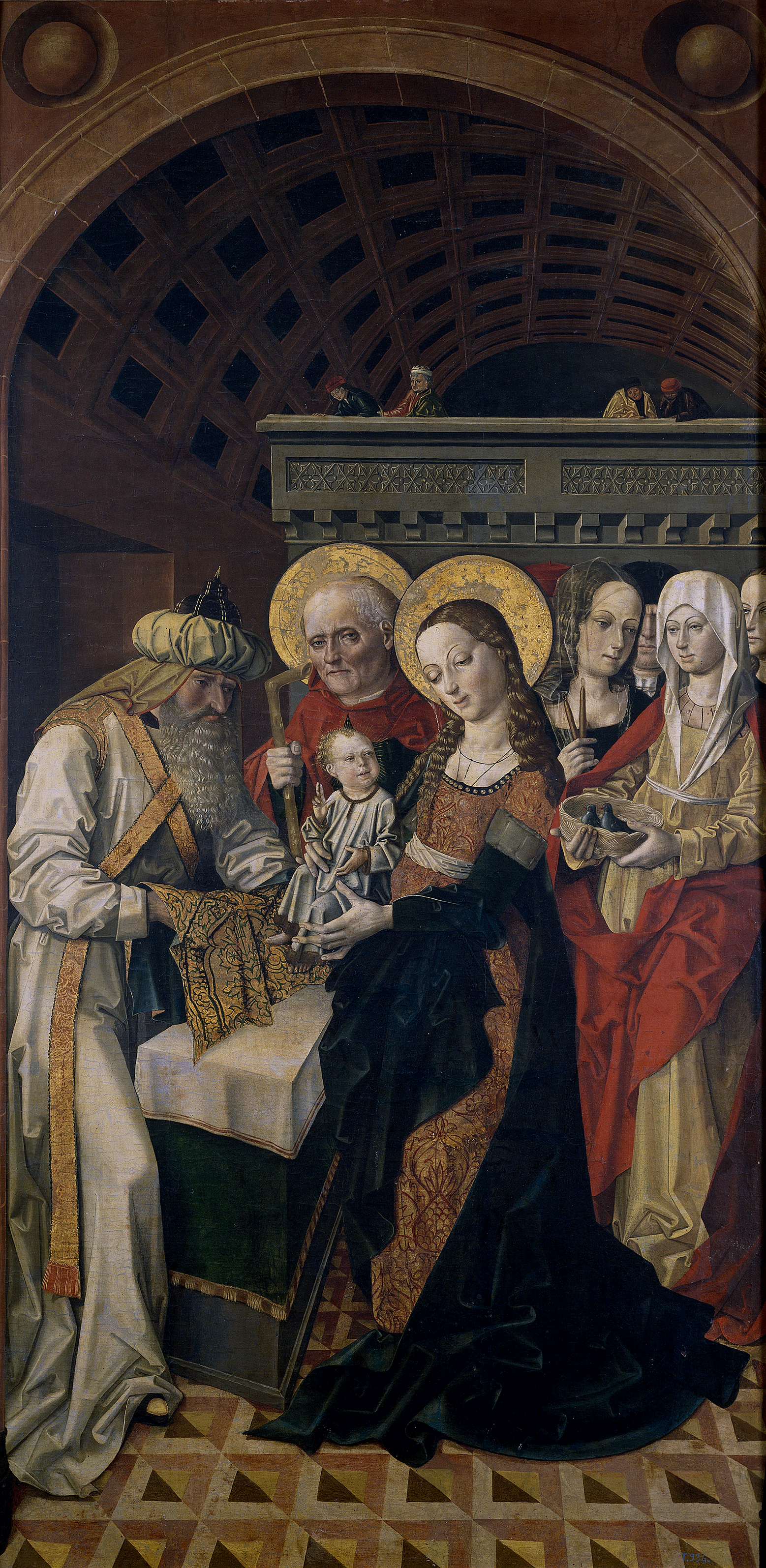
Presentación de Jesús en el Templo, Maestro de la Sisla, Monasterio de Santa María de Sisla, Toledo.
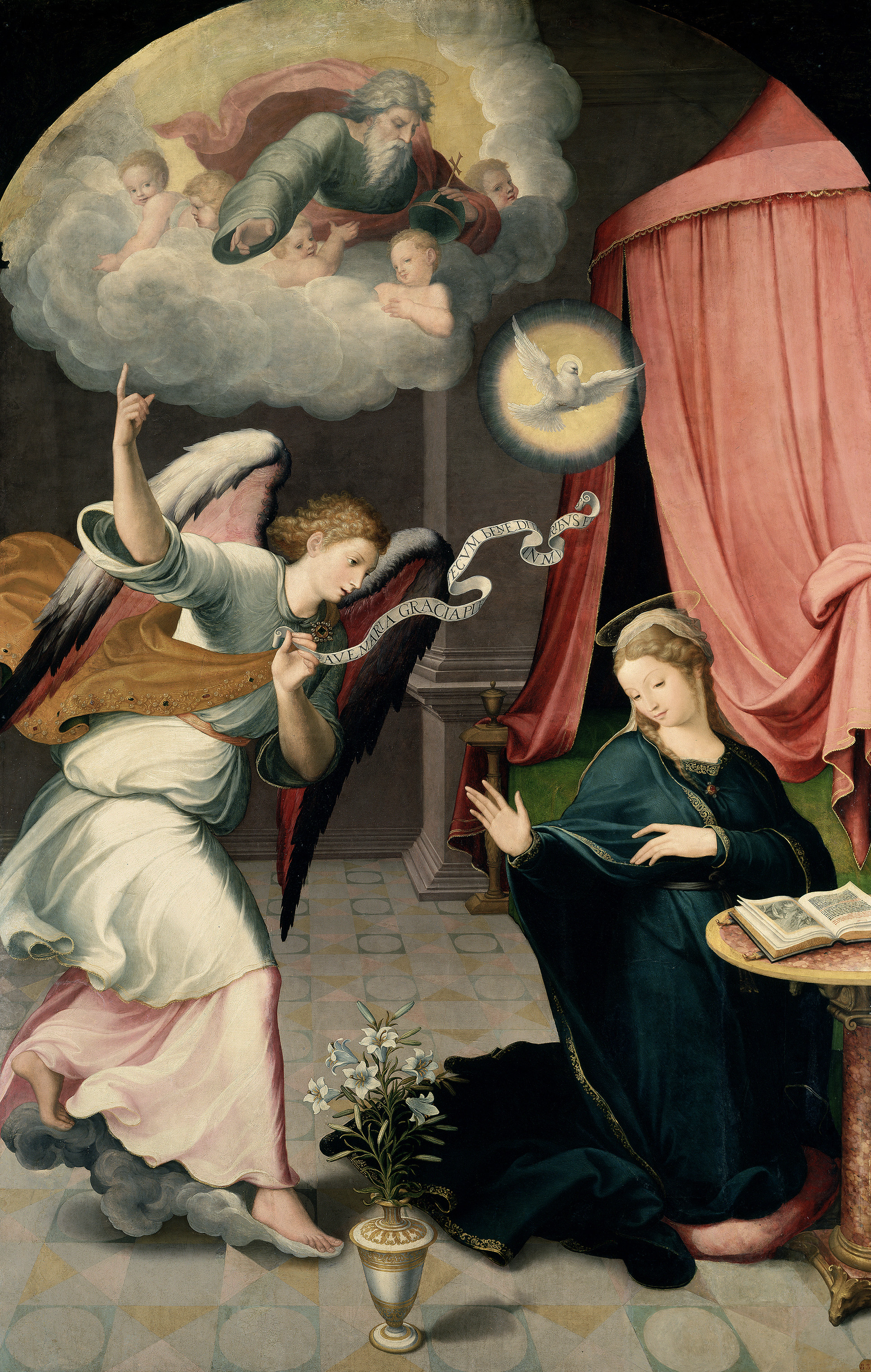
La Anunciación, Juan Correa de Vivar, monasterio de San Jerónimo de Guisando (Ávila).
Pentecostés, obra del Greco procedente del retablo de doña María de Aragón (Madrid).
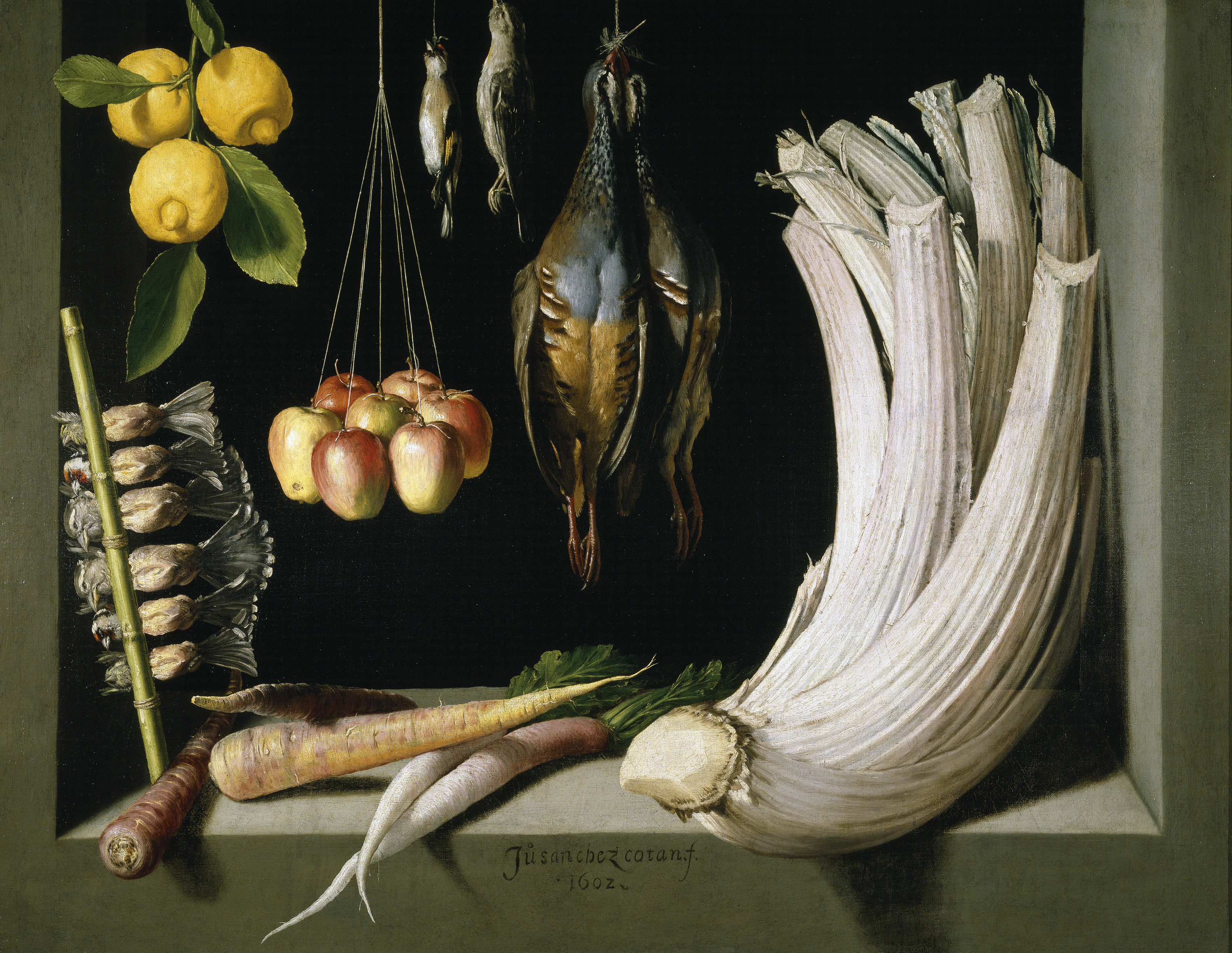
Bodegón de caza, hortalizas y frutas, de Juan Sánchez Cotán, que perteneció a la colección del infante don Sebastián Gabriel.
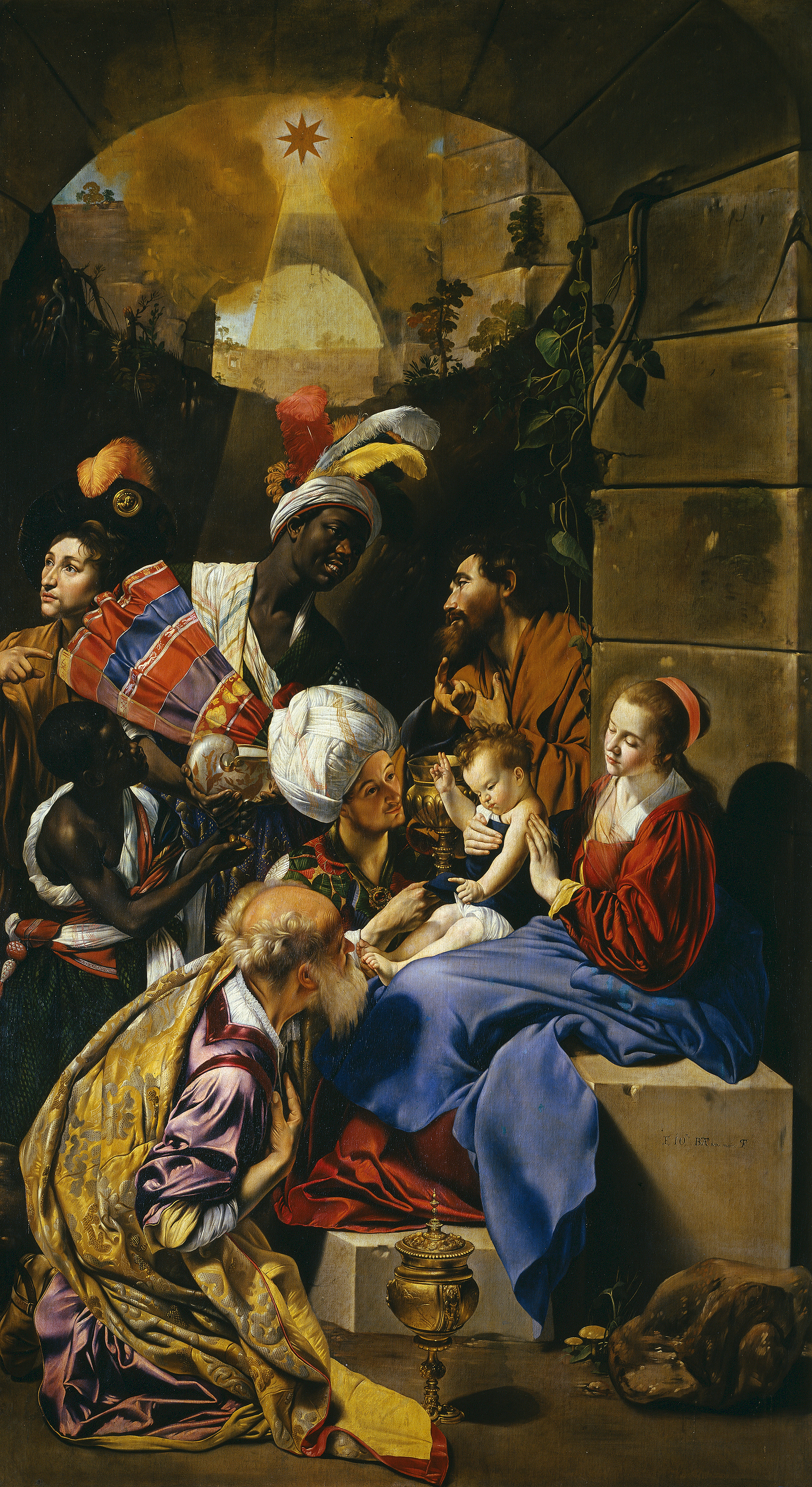
Adoración de los Reyes Magos, 1612-1614, de Maíno, procedente del Retablo de las cuatro Pascuas de la iglesia del Convento de San Pedro Mártir de Toledo.
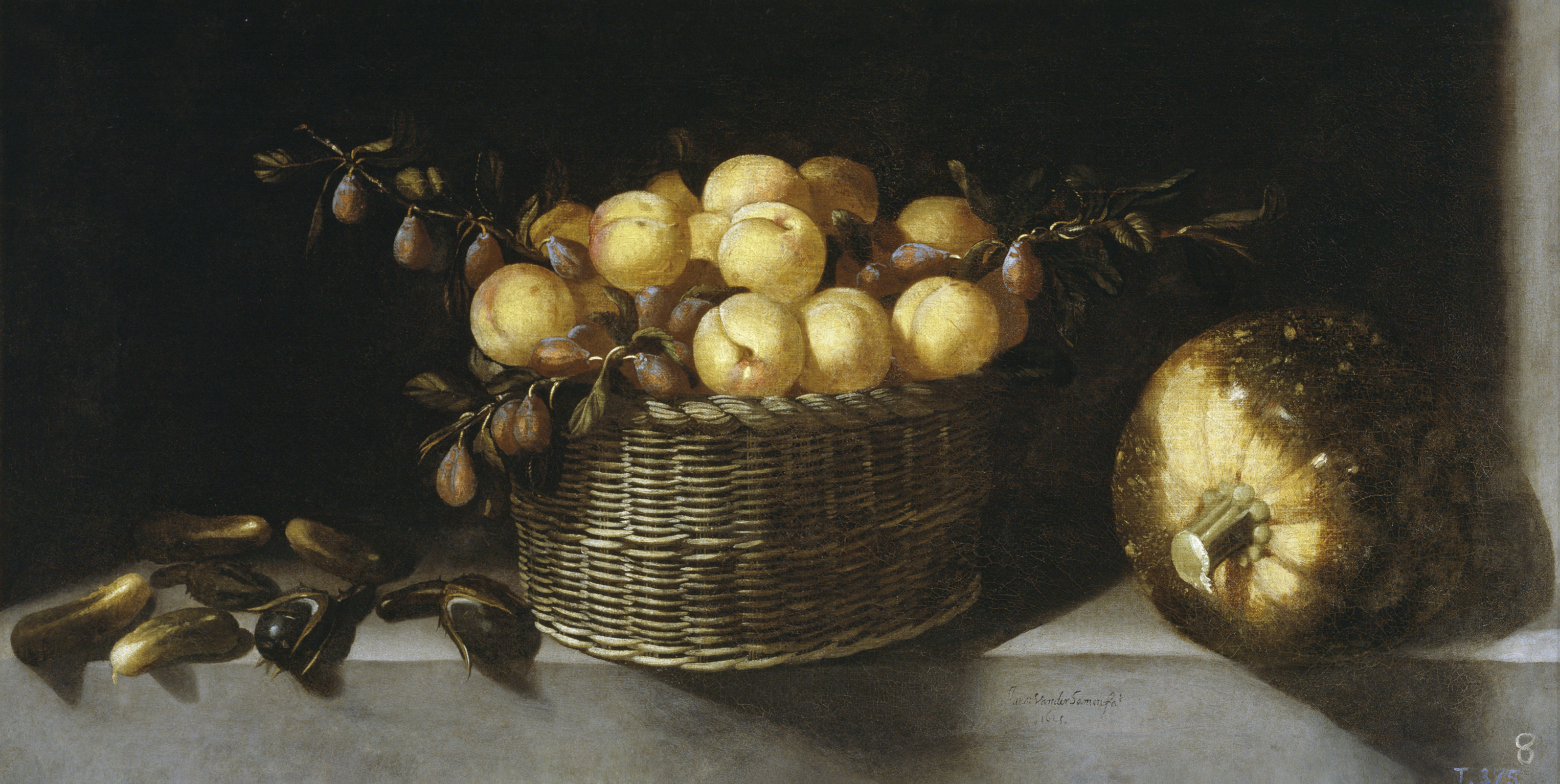
Bodegón de frutas y hortalizas (Juan van der Hamen).
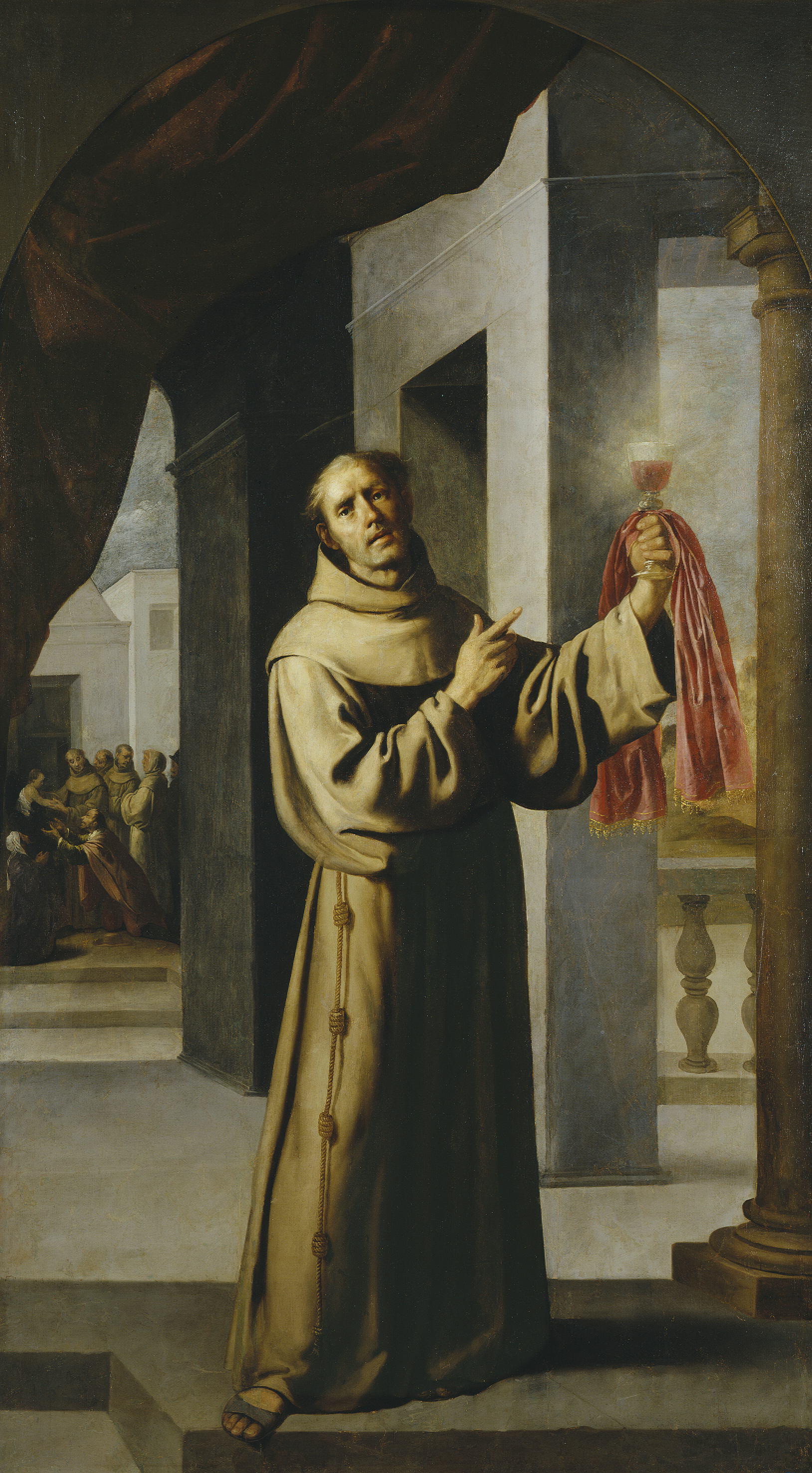
San Jacobo de la Marca, de Francisco de Zurbarán (convento de San Diego de Alcalá de Henares).
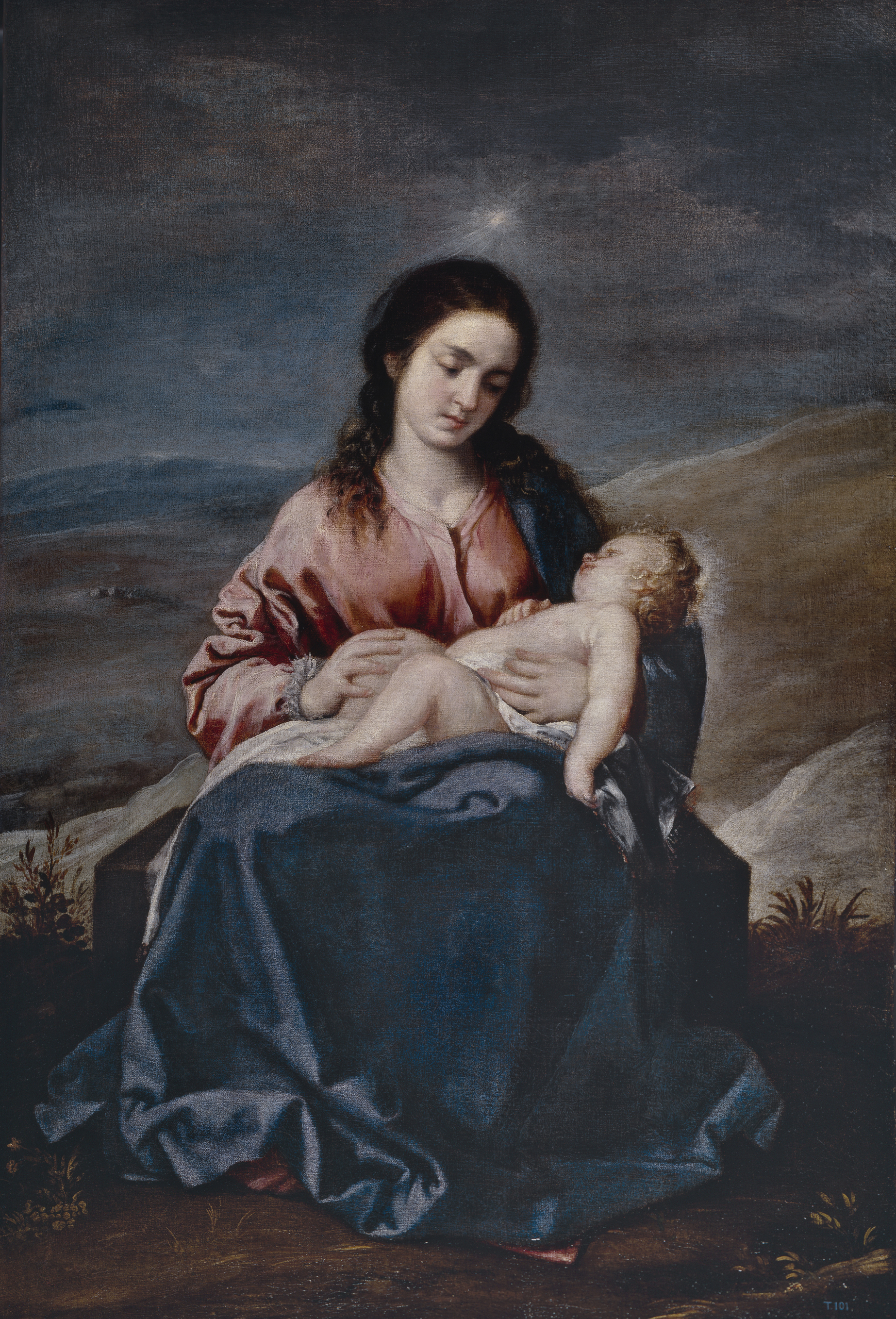
La Virgen con el Niño (La Virgen del Lucero) (Alonso Cano).
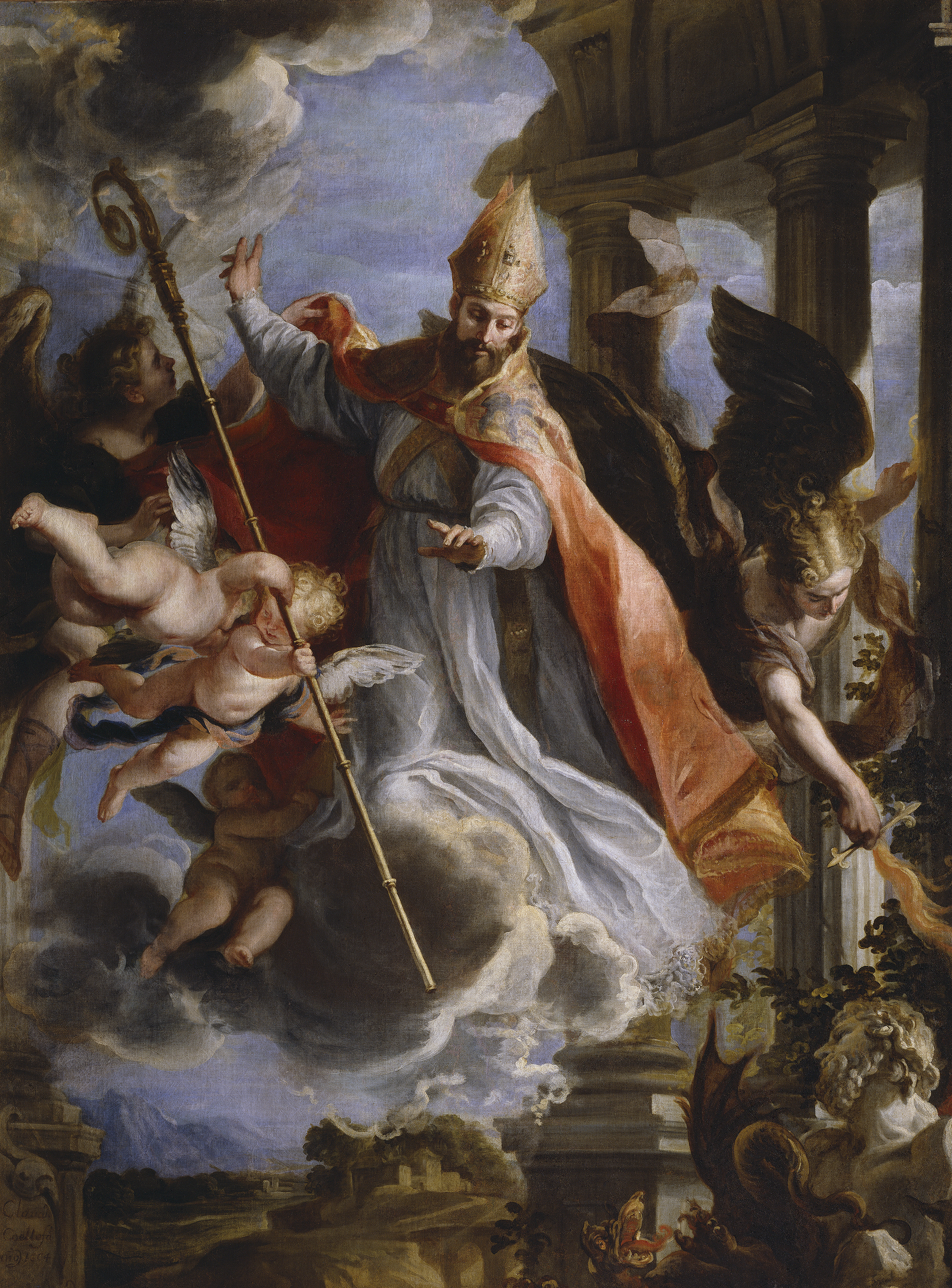
El triunfo de San Agustín, una de las obras más destacadas de la producción de Claudio Coello (convento de San Juan de la Penitencia de Alcalá de Henares −antiguo colegio convento de Agustinos de San Nicolás de Tolentino−).
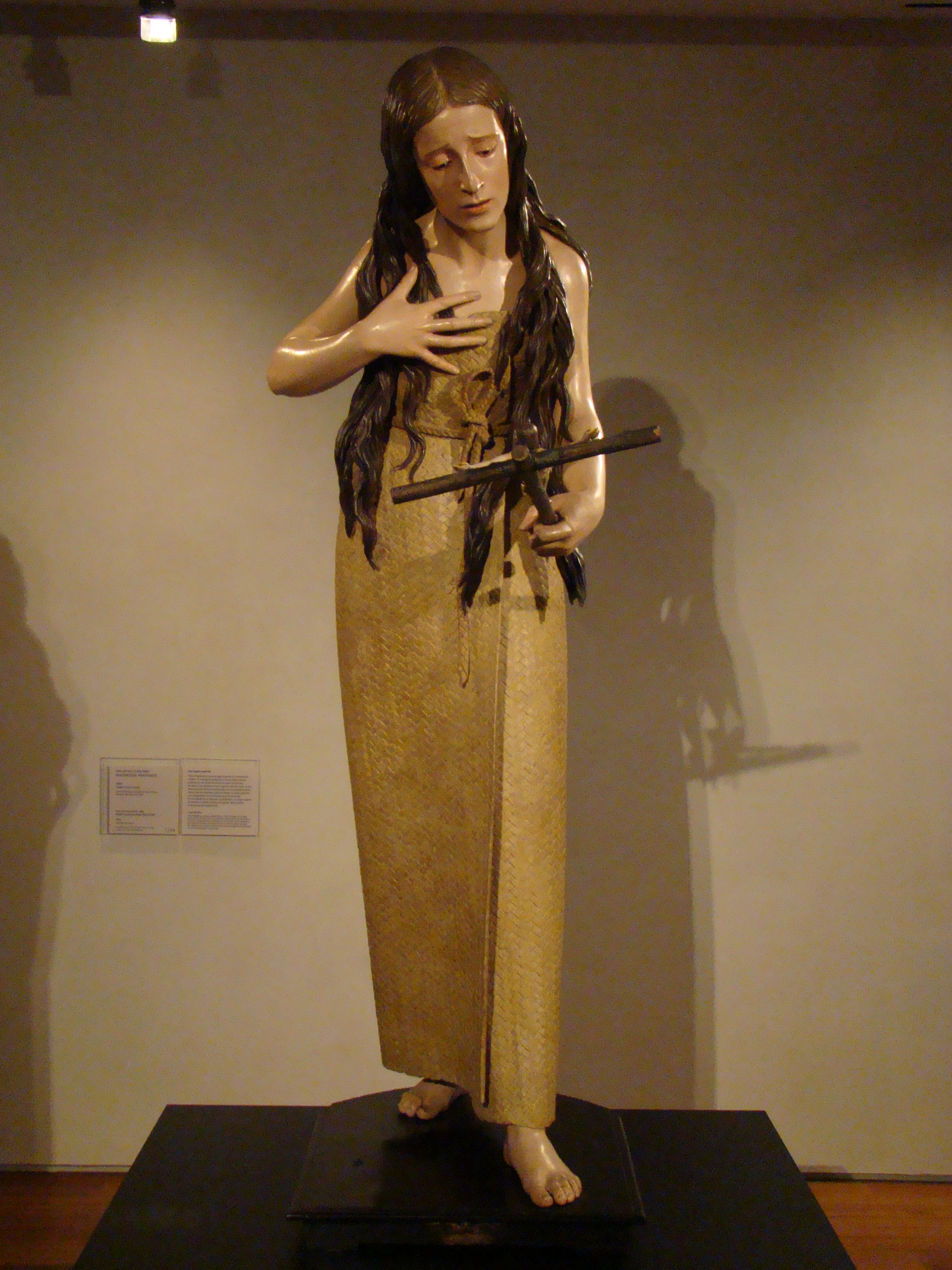
Magdalena penitente, de Pedro de Mena.
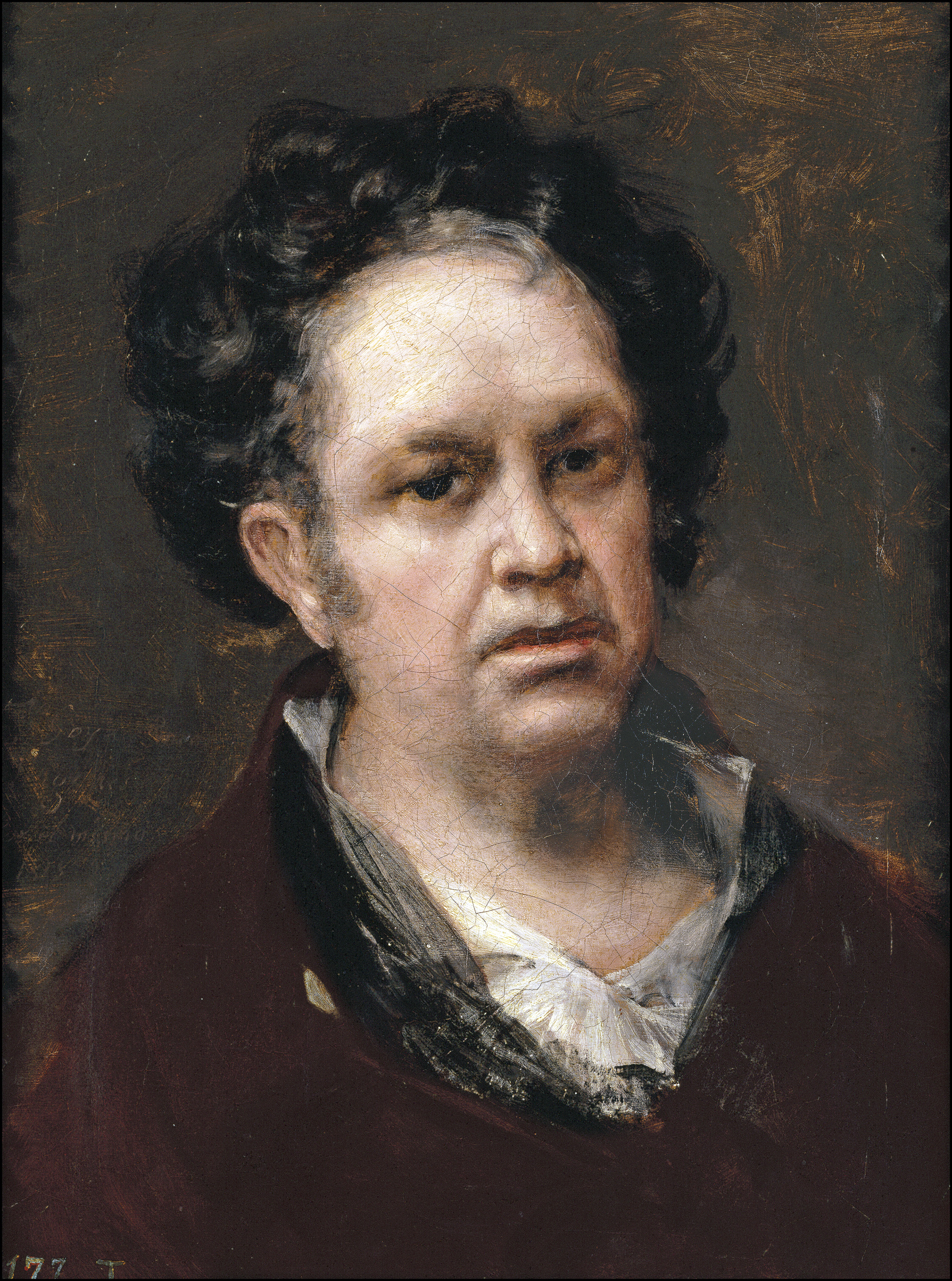
Autorretrato de Goya (1815), obra adquirida en 1866.
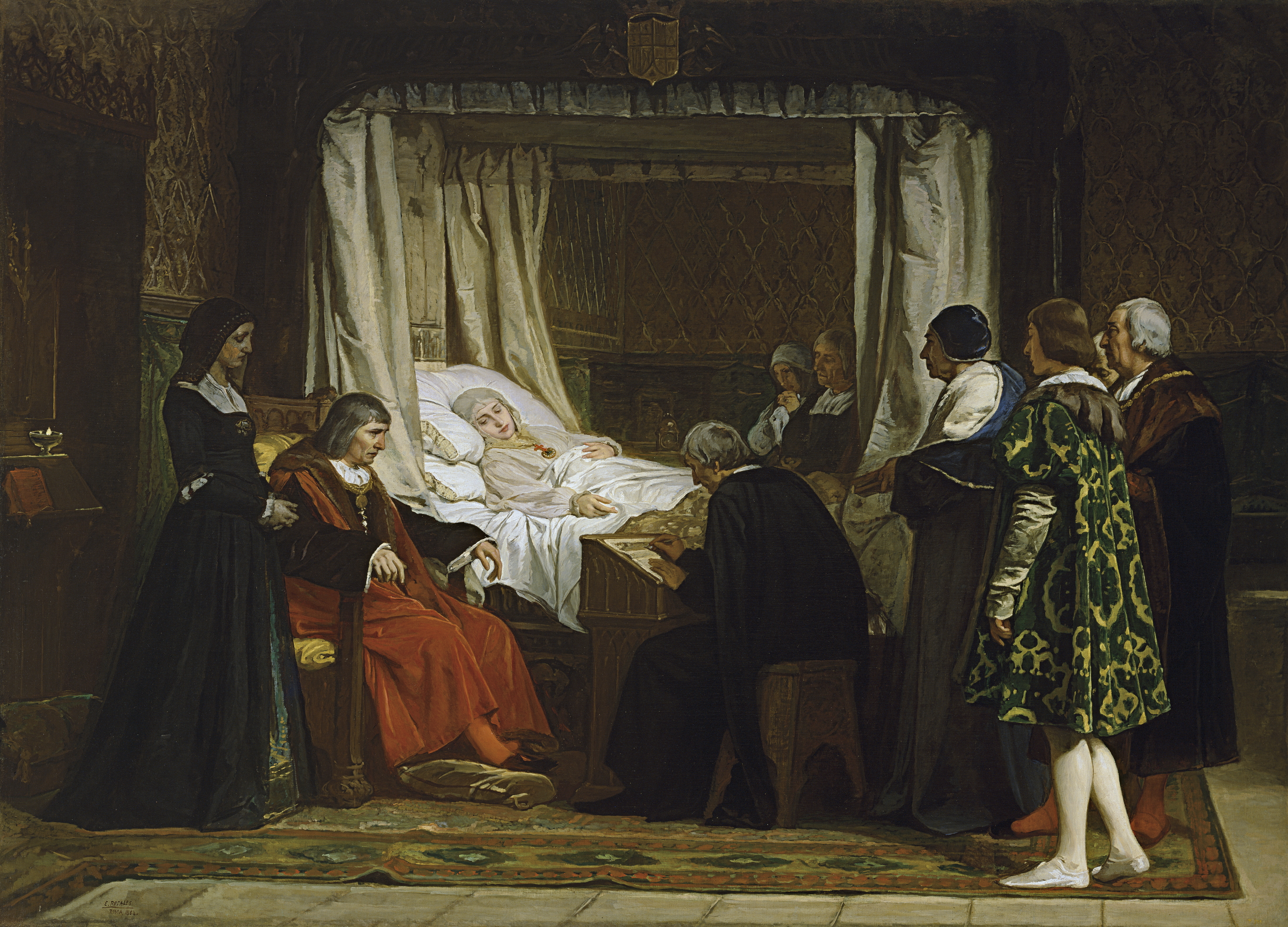
Doña Isabel la Católica dictando su testamento (Eduardo Rosales, 1864), comprada por el Estado en 1865.